# Mäuseberg (Krayenberggemeinde)
Der Mäuseberg (auch Mäuseberghöhe)  ist eine vollständig bewaldete,  371,1 m hohe Erhebung in der Flur Kirstingshof der Krayenberggemeinde im Wartburgkreis in Thüringen.
Die steil in das Werratal abfallende Flanke wird „Mäusewand“ bezeichnet. Am westlichen Saum des Mäuseberges befindet sich der Kirschgrund mit den Kirstingshöfen. Der östlich an den Mäuseberg anschließende Taleinschnitt wird Kambachsgrund genannt.
Der Mäuseberg markiert den Südrand des Frauenseer Forstes, er wird seit Jahrhunderten land- und forstwirtschaftlich genutzt. Über den Berg führte im Mittelalter ein Abzweig von der Hohen Strazza von Vitzeroda nach Dorndorf. Hiervon zeugen Hohlwege im Hanggelände auf der Ostseite des Berges.
Über die Kambachsmühle gelangt man nach Springen und Frauensee. Das am Nordhang befindliche Waldgelände „Mäusetal“ um Springen war ein Teil der Bergbaulandschaft „Kalikombinat Merkers“ im Werra-Kalirevier. Von den auch obertägig vorhandenen technischen Anlagen (Schachtanlagen, Rohrleitungsnetz, Pump- und Verdichterstationen, Kaliseilbahn Springen–Dorndorf) ist bis auf wenige Reste der größte Teil demontiert.